# 4090 Říšehvězd
4090 Říšehvězd là một tiểu hành tinh vành đai với chu kỳ quỹ đạo là 1321.9792938 ngày (3.62 năm). Nó được phát hiện ngày 2 tháng 9 năm 1986.